# Drachenballon

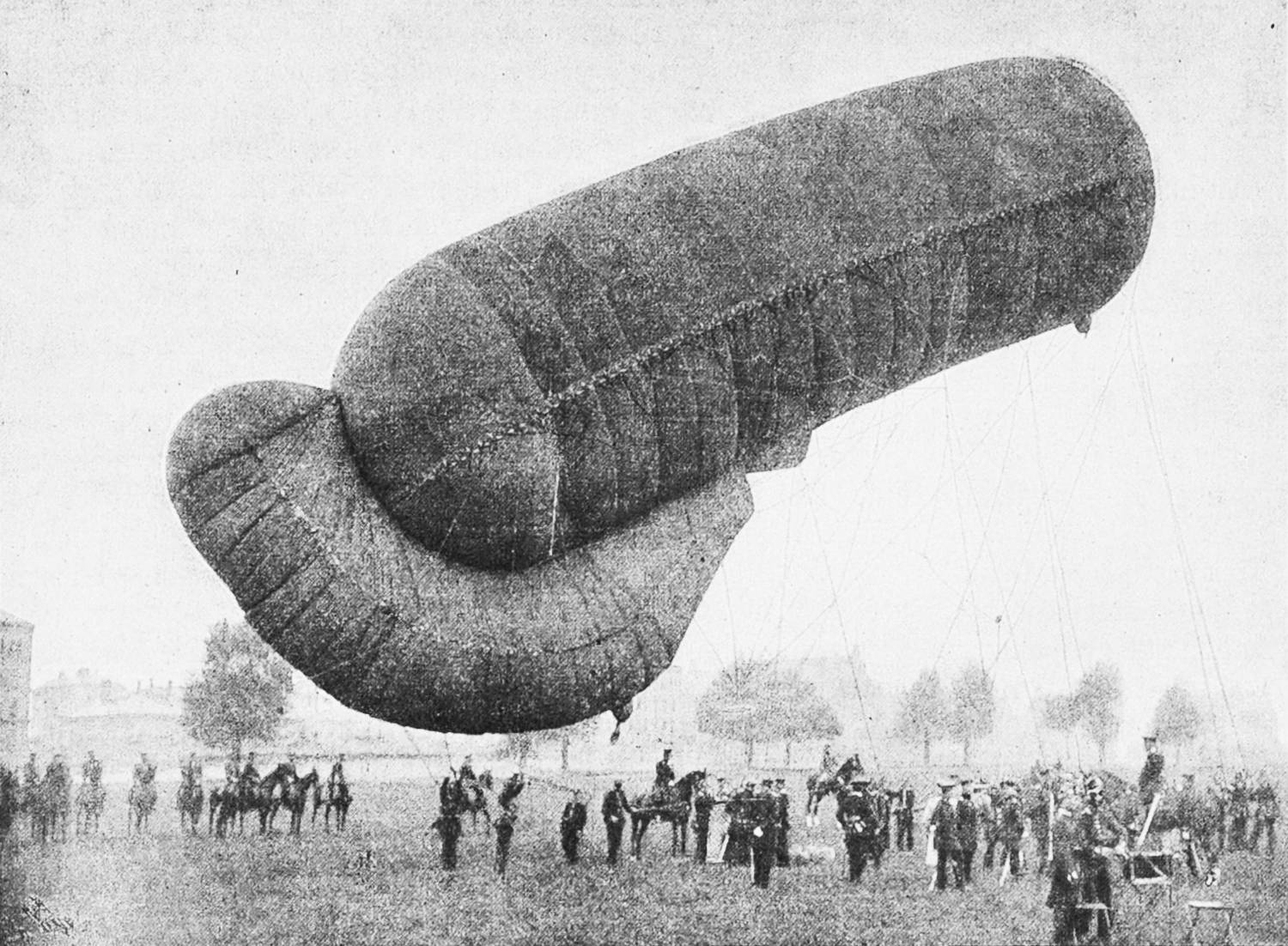
Drachenballon des Systems Parseval-Sigsfeld (1897)

Der Drachenballon ist eine Bauform des Fesselballons, die durch angebaute Drachenflächen und Luftsäcke bei schwachem bis mäßigem Wind stabilisiert wird und einen erhöhten Auftrieb bekommt. Drachenballons werden seit dem Ersten Weltkrieg als Aufklärungsballons eingesetzt und in beiden Weltkriegen als Sperrballons.

## Begriff und Einordnung
Im Ersten Weltkrieg wurden die Ballons als Luftschiffe bezeichnet (die Bezeichnung hat inzwischen ihre Bedeutung geändert) – und die militärische Besatzung entsprechend als Feldluftschiffer (in Deutschland) oder k.u.k Luftschiffertruppe (in Österreich-Ungarn).
Der Drachenballon ist technisch verwandt mit dem Prallluftschiff.

## Geschichte
Bis zum Ende des Ersten Weltkrieges entstanden zwei zentrale Systeme von Drachenballons zum Zwecke militärischer Beobachtungen. Dabei war der französische Caquot-Ballon auch eine Reaktion auf das deutsche System von Parseval und Sigsfeld.

### Parseval-Sigsfeld-Ballon
1889 gründete Hans Bartsch von Sigsfeld mit dem Augsburger Fabrikanten August Riedinger eine Versuchswerkstatt für Aviatik. Ihr Ziel war die Konstruktion eines lenkbaren motorisierten Luftschiffs. Ab 1890 beteiligte sich auch August von Parseval an den Arbeiten. Mit ihm entwickelte Sigsfeld den Drachenballon, der im Vergleich zum gefesselten Kugelballon ruhiger im Wind stehen sollte. Sie stellten eine längliche Hülle her, die etwa 30 bis 40 Grad gegenüber dem Horizont geneigt war und gegen den Wind emporstieg. Zur Stabilisierung der Richtung erhielt der Ballon an einem Ende ein Steuersegel, das später durch einen Steuersack ersetzt wurde. Das Volumen betrug je nach Ausführung etwa 600 bis 1.200 m³. 1893 ließen sie sich diese Erfindung patentieren und boten sie dem preußischen Militär als Mittel zur Gefechtsfeldaufklärung an. 1897 verließ der erste Drachenballon die Ballonfabrik Riedinger. Ab 1898 fand dieses System bei verschiedenen europäischen Heeren Verwendung.
Die ursprüngliche Form wurde verbessert, etwa durch zusätzliche Steuersegel am Ballon und kleine Schirme an Schwanzleinen, um die Richtungsstabilität weiter zu erhöhen. Die Erfahrung zeigte, dass die Ballons selbst in Höhen von bis zu 2.000 m und bei Windgeschwindigkeiten von über 60 km/h stabil blieben.

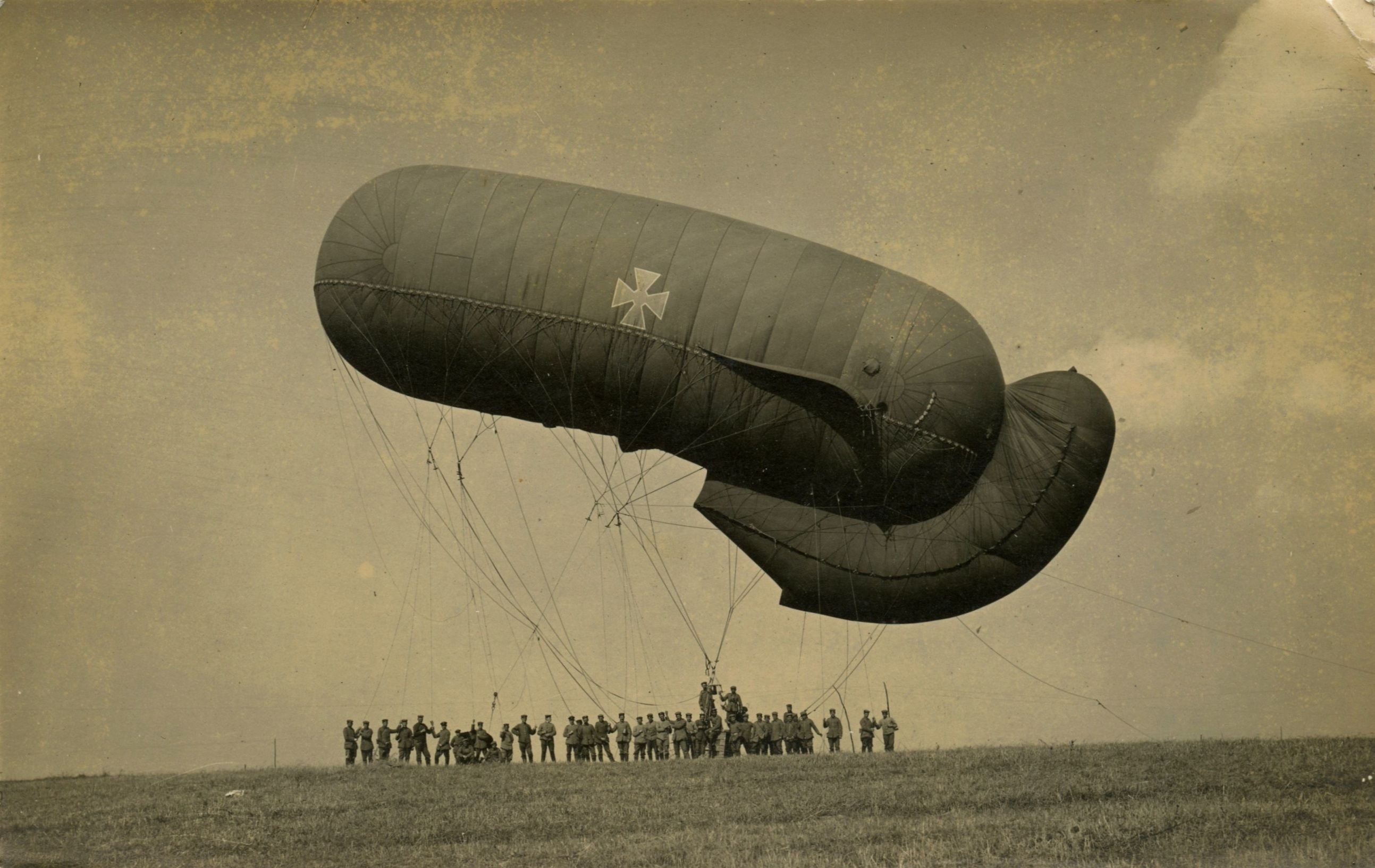
Deutscher Drachenballon bei Équancourt (1916)

### Caquot-Ballon
Ab 1901 absolvierte Albert Caquot seinen Militärdienst in einer Luftschiffeinheit der französischen Armee. Am Anfang des Ersten Weltkriegs führte er ein Luftschiff-Bataillon. Er bemerkte die Instabilität des herkömmlichen Kugelballons bei Wind und entwarf deshalb einen wurstförmigen Ballon, der hinten drei Steuersäcke als Stabilisatoren hatte und der auch noch bei 90 km/h Windgeschwindigkeit betrieben werden konnte. Der Ballon hatte je nach Ausführung ein Volumen von 750 m³ (Typ P) bis 1.000 m³ (Typ R). Die größte Ausführung konnte drei Beobachter gleichzeitig in 500 m Höhe bringen. Während des Krieges produzierte Frankreich diesen „Caquot dirigeable“ auch für die Alliierten Großbritannien und USA. Alleine im französischen Heer wurden 76 Luftschiff-Kompanien mit dem Caquot-Ballon ausgestattet. Auch die Marine nutze das System, zum Beispiel als Wache gegen U-Boote. Deutschland setzte ebenfalls entsprechend verbesserte Drachenballons ein.

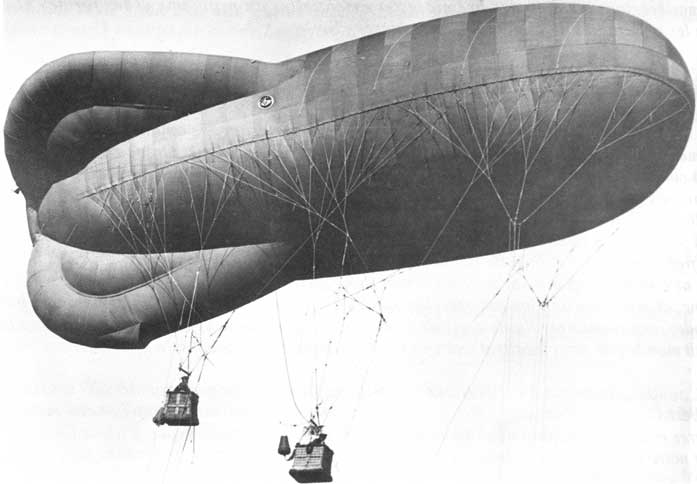
Französischer Caquot-Ballon des Typs R mit zwei Körben (1915)
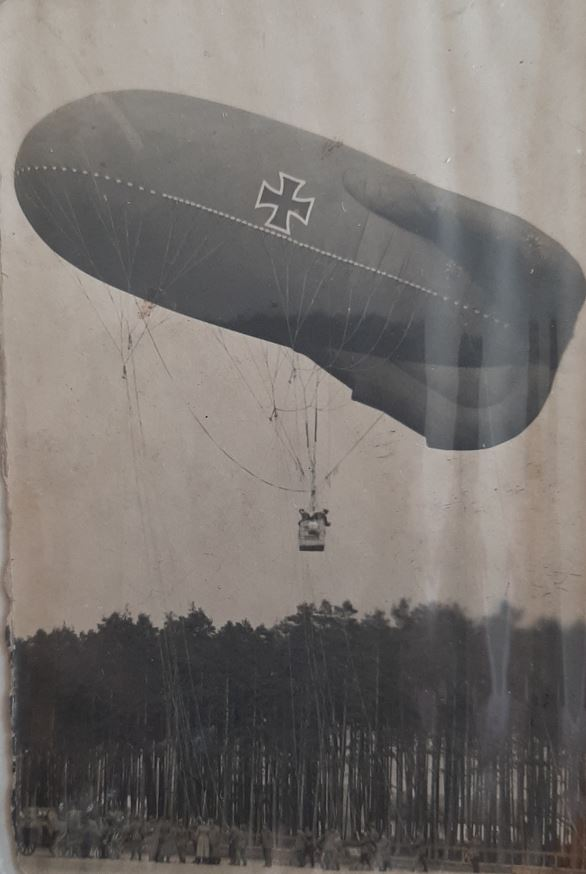
Feldluftschiffer-Ausbildung an der Fliegerersatzschule 1 in Schleißheim (1917)
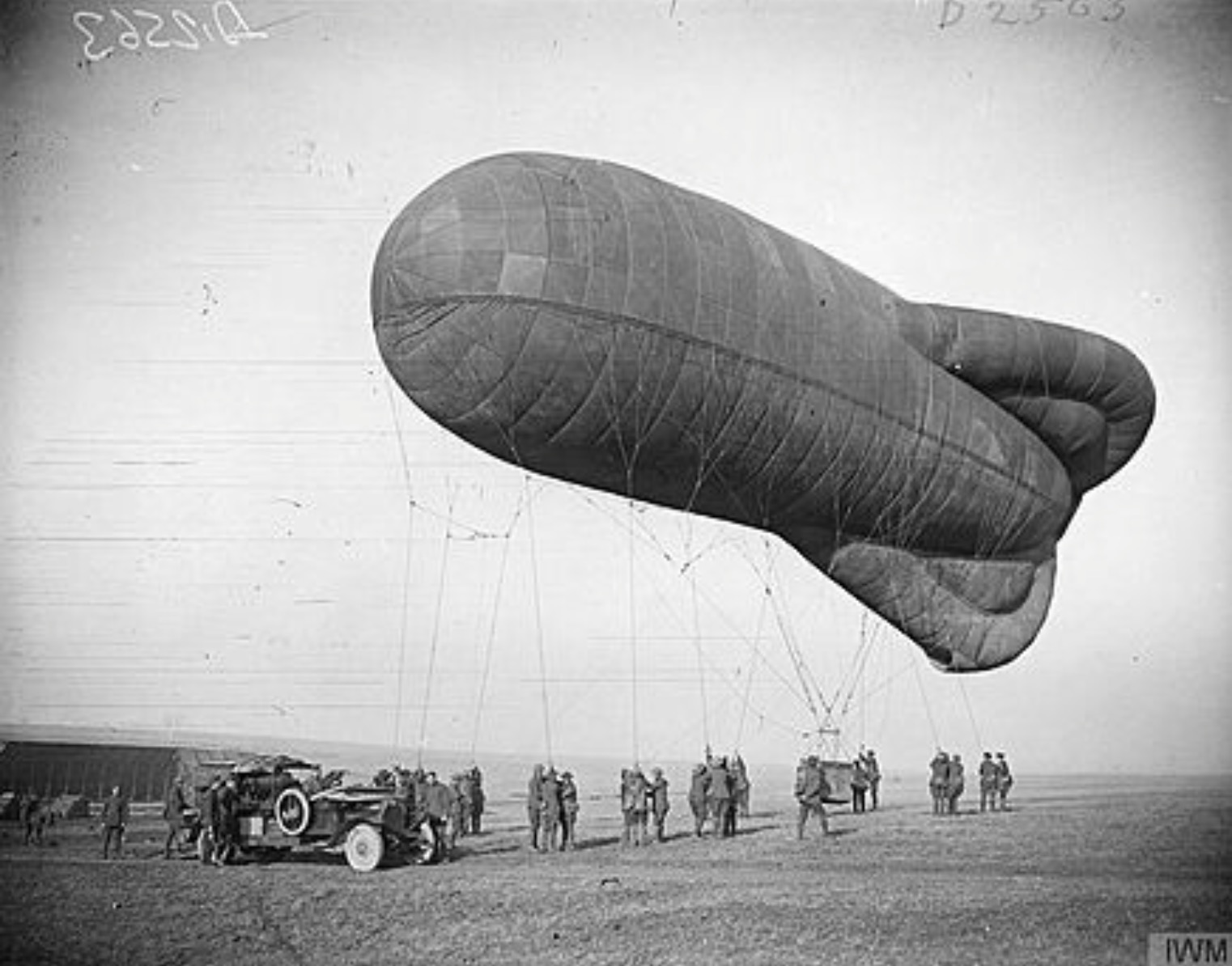
Britischer Drachenballon des Systems Caquot im Einsatz als Aufklärungsballon nahe Metz (1918)